# Enclos paroissial

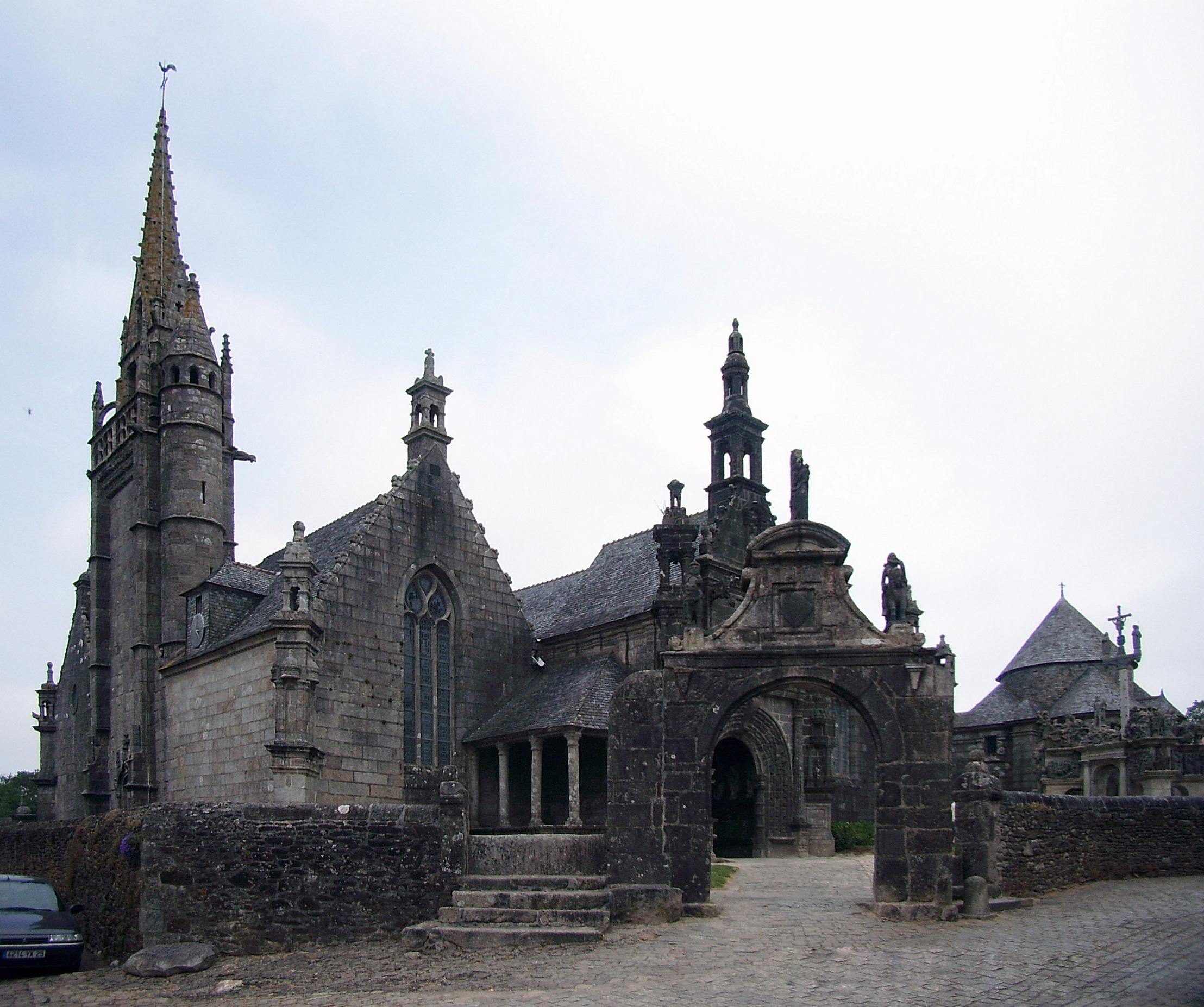
Guimiliau Calvaire

Een enclos paroissial is de Bretonse benaming voor de christelijke godsdienstige ommuurde bouwwerken, zoals parochiekerken, kapellen, kerkhoven, ossuariums (knekelhuizen), calvaries (calvaires), (stenen kruisen) met religieuze beelden, en vele andere kerkelijke uitbeeldingsrituelen en afbeeldingen.
Wat dolmens en menhirs zijn voor de Bretonse prehistorie, dat is het enclos paroissial voor het Bretagne van de Late Middeleeuwen en het begin van de Nieuwe tijd. Tegen het einde van de 14e eeuw begon de ongeveer 300 jaren durende bouwperiode die gekenmerkt wordt door de klokkentorens en vooral door de enclos. Over de klokkentorens, waar de Bretons erg trots op zijn, wordt nog gesproken bij de beschrijvingen van de plaatsen Saint-Pol-de-Léon en Pleyben.
De enclos paroissial is de meest kenmerkende en meestal ook de meest monumentale groep van gebouwen in de Bretonse steden en dorpen, vooral van Basse-Bretagne. Het is een ommuurd domein, waarin het kerkhof (tegenwoordig bijna alleen nog maar in kleine dorpen), de parochiekerk, het knekelhuis en de calvarieberg liggen. De enclos paroissial zou het best kunnen omschreven kunnen worden als het parochie-erf. De triomfpoort is versierd met religieuze reliëfs. Deze heeft haar naam te danken aan het geloof dat de overledene, door in het eeuwige leven binnen te gaan, over de dood triomfeert. Daarom moet hij via een triomfpoort de drempel naar zijn laatste rustplaats overschrijden. Deze poorten, die altijd met de grootste artistieke zorgvuldigheid zijn gemaakt, hebben in sommige gevallen, zoals in Sizun en Berven, drie doorgangen, net als de grote Romeinse triomfbogen. Op het (voormalige) kerkhof staat de calvarieberg, het kunstwerk van een beeldhouwer dat teruggaat op eenvoudige kruisen langs de weg, die van vóór de 10e eeuw dateren.
In Bretagne zijn de calvaries en kruisen ruwe stenen beeltenissen, waarvan sommige onderdelen in de loop der tijden weggesleten zijn door weer en wind. Aan het kruis van Christus werden meestal de kruisen van de twee moordenaars toegevoegd. Het hoger gemaakte Christuskruis werd voorzien van zijbalken, waarop Maria en Johannes en soms ook de hoofdman Longinus en andere personen stonden. Zo ontstond het figurenkruis.
In de 11e eeuw vluchtten achtervolgde dorpelingen naar zulke eenvoudige stenen wegkruisen en calvaries. Daar werden ze ingesloten door roofridders die, zolang de dorpelingen aan de kruisen stonden, hen niet mochten benaderen of molesteren. Ondanks hun duistere bedoelingen respecteerden ze toch ietwat de religieuze aspecten, wilden ze niet volledig in de ban geslagen worden door de Kerk. Deze doelloze ridders en soldaten kregen later de kans om zich toch nuttig te maken tijdens de Eerste Kruistocht, waartoe vooral door paus Urbanus II opgeroepen werd. Nu hadden deze individuelen een doel en een reden om te gaan strijden.
De drie kruisen werden dan omgeven met figurengroepen, die passiescènes uitbeelden. De ontwikkeling van de calvarie eindigde ermee dat het geheel op een hoge sokkel werd gezet. Het bovenste deel daarvan bood dan weer plaats aan een fries waarop andere passiescènes stonden afgebeeld. Aan de kant van de sokkel staat vaak een altaar met het beeld van een heilige aan wie de calvarie gewijd is.
Als de volmaaktste calvaries gelden die van Guimiliau, Pleyben, Plougastel-Daoulas en Tronoën.
Bij de ringmuur staat het ossuarium, het knekelhuis, waarin de skeletten die wegens plaatsgebrek werden opgegraven, werden bewaard. Deze oorspronkelijke zeer eenvoudige gehouden knekelhuizen, werden vanaf ca. 1500 vaak uitgebouwd tot kapellen met schitterende gevels. In de kapel werden de doden in de nacht voor hun bijzetting opgebaard. Voor het bewaren van de skeletten diende voortaan nog slechts de zolder.
Een van de meest indrukwekkende knekelhuizen is die van Saint-Thégonnec. De noordzijde van de enclos wordt ingenomen door de parochiekerk. Aan de zuidelijke ingang van de kerk is een parochievoorportaal, (porche) gebouwd. Deze voorportalen, die niet alleen aan kerken binnen een enclos zitten, dienden als een ruimte waar het kerkbestuur bijeen kwam. Bovendien werd daar bij de doop de kleine duiveluitdrijving uitgevoerd. De mooiste voorportalen zijn te vinden in het gebied van de Élorn en in het noordwesten van Basse-Bretagne, zoals in Landerneau en Saint-Thégonnec.